# Philippe Henri Joseph d'Anselme
Philippe Henri Joseph d'Anselme (n. 30 august 1864, Voreppe, Isère, Franța – d. 26 martie 1936, Paris, Franța) a fost un general de divizie francez, care a condus unități militare franceze în Primul Război Mondial. El a fost activ în special în Balcani, în cadrul Armatei Franceze din Orient, și la Odesa, în perioada care a urmat revoluțiilor ruse din 1917. 

## Biografie

### Cariera militară antebelică
D'Anselme a urmat, începând din 27 octombrie 1883, studii militare la Școala Specială Militară de la Saint-Cyr și pe 1 octombrie 1885 a fost înaintat la gradul de sublocotenent. A deținut apoi o serie de posturi de comandă în unitățile ale Legiunii Străine Franceze detașate în Maroc și Algeria. Rând pe rând a fost avansat în grad: locotenent (7 martie 1889), căpitan (24 decembrie 1894) și șef de batalion (23 iunie 1907). În 24 septembrie 1912 a fost numit șeful statului major al trupelor franceze de ocupație din Marocul Oriental, fiind înaintat la gradul de locotenent-colonel pe 23 decembrie 1912.
După începerea Primului Război Mondial a fost înaintat pe 1 noiembrie 1914 la gradul de colonel, fiind numit pe 18 noiembrie 1914 comandant al Regimentului 1 de Pușcași Algerieni și apoi pe 11 mai 1915 comandant al Brigăzii 38 de Infanterie Marocană. A fost promovat apoi, pe 23 decembrie 1915, la gradul de general de brigadă.

### Participarea la Primul Război Mondial
Pe 22 ianuarie 1916 proaspătul general d'Anselme a fost numit comandant al Diviziei 127 Infanterie și trimis pe Frontul din Macedonia pentru a întări Armata Franceză din Orient. A fost transferat apoi, în 9 iulie 1918, la comanda nou formatului Grup nr. 1 de Divizii ale Armatei din Orient, primind un post de comandă superior gradului militar pe care-l avea.
În 14 septembrie 1917 Armata Aliată din Orient comandată de generalul Louis Franchet d'Esperey a început o ofensivă generală pe Frontul din Macedonia, de-a lungul râului Vardar, încercând să străpungă liniile de apărare ale armatelor Puterilor Centrale aflate sub comanda generalului german Friedrich von Scholtz. În timpul acestui atac, generalul d'Anselme a comandat un corp de armată format dintr-o divizie franceză și două divizii grecești care avea ca misiune protejarea flancului drept al principalei forțe de asalt a Armatei Sârbe și joncțiunea cu aceasta în momentul sosirii pe frontul de pe râul Vardar. Operațiunile militare conduse de D'Anselme au fost foarte apreciate pentru rezultatele obținute și spre sfârșitul luptelor, în 26 octombrie 1918, el a fost promovat la gradul de general de divizie.
Începând din 15 ianuarie 1919 a fost comandant al forțelor aliate de ocupație (franceze și grecești) în sudul Rusiei, având cartierul militar la Odesa. În chestiuni politice și de altă natură, potrivit memoriilor contemporanilor săi, d'Anselme urma sfaturile șefului statului major, colonelul Henri Freydenberg. Pe 2 aprilie 1919 a anunțat evacuarea pripită a forțelor aliate de la Odessa în timp de două zile, ceea ce a pus într-o poziție foarte dificilă unitățile ruse de voluntari formate în Odesa (Brigada Timanovski).

### După război
Generalul d'Anselme a fost pus pe 10 iunie 1919 la dispoziția Ministerului de Război al Franței și s-a întors la Paris, unde a servit ca asistent militar al ministrului de război. În 10 septembrie 1919 a fost numit comandant al Diviziei 38 Infanterie. A revenit în nordul Africii în 1924, mai întâi în postul de comandant al diviziei de ocupație în Tunisia (din 7 februarie 1924), cu prerogative de comandant de corp de armată, și apoi drept comandant superior al trupelor din Tunisia (din 5 martie 1926). A fost trecut în rezervă pe 30 august 1926, la vârsta de 62 de ani, și a decedat 10 ani mai târziu.

## Decorații
- Legiunea de onoare în grad de: Cavaler (11/07/08), Ofițer (10/04/15), Comandor (18/04/18) și Mare Ofițer (16/06/20)
- Crucea de Război 1914-1918
- Medalia interaliată 1914-1918
- Medalia comemorativă a Marelui Război
- Crucea Belgiană de Război 1914-1918 ()
- Cavaler al Ordinului regal „Sfinții Mauriciu și Lazăr” ()
- Cavaler comandor al Ordinului Bath ()
- Companion al Ordinului St. Michael și St. George ()